# Willibrordusdom
De Willibrordusdom (Duits: Willibrordi-Dom) is een laatgotische basiliek in de Duitse stad Wesel. De kerk werd gebouwd tussen 1498 en 1540 en is de stadskerk van Wesel. Het betreft een protestants kerkgebouw, waar rond Pasen en kerst ook oecumenische diensten worden gevierd. De Dom van Wesel wordt daarnaast ook gebruikt voor tentoonstellingen, orgelconcerten, concerten met religieuze muziek en culturele evenementen.

## Geschiedenis

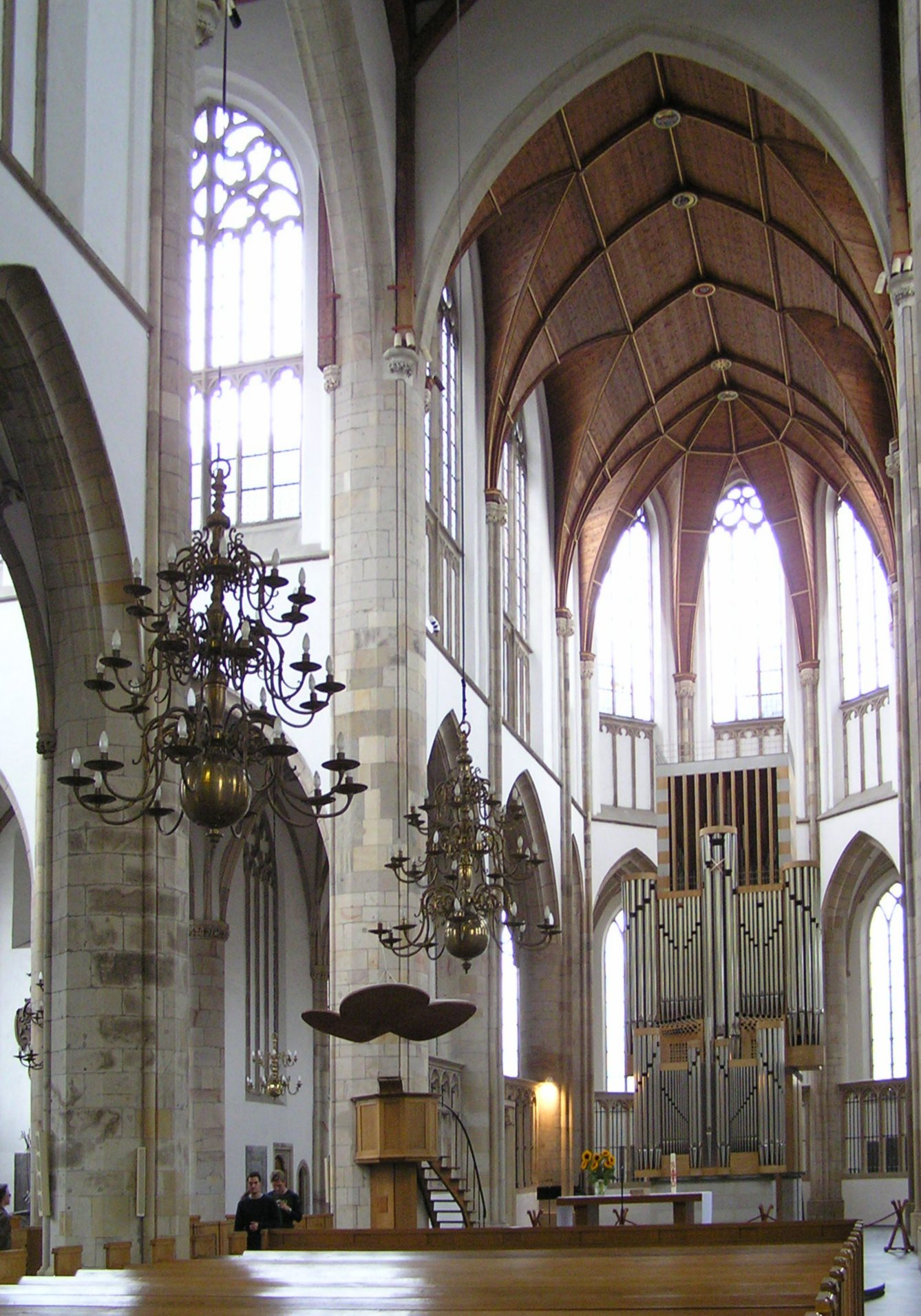
Interieur

Reeds voor het jaar 800 stond op de plaats een vakwerkkerk. Het gebouw werd in de loop der tijd herhaaldelijk vernieuwd en vergroot. Rond 1500 werd begonnen met de bouw van de laatgotische basiliek met vijf kerkschepen. De toren dateert uit 1478. In het jaar 1540 sloot de stad zich aan bij de reformatie en werd de kerk een protestants kerkgebouw. Onder invloed van religieuze vluchtelingen werd de kerk een centrum van de gereformeerde confessie. Deze ontwikkeling leidde tot een eenvoudig interieur van de kerk. Veel voorwerpen, zoals schilderijen en beelden, werden verkocht. Tot 1612 bezat de kerk nog meer dan 30 altaren.
In 1874 werd de dom wegens bouwvalligheid gesloten. Met hulp van de Pruisische heersers werd de kerk daarna in neogotische stijl gerenoveerd. De 50 grafstenen op de vloer van de kerk werden tijdens de renovatie tegen de muren geplaatst. Ook kreeg de kerk een kooromgang, zoals in de Middeleeuwen reeds de bedoeling was.
Op 16, 17 en 18 februari 1945 werd Wesel door geallieerde bombardementen en granaatbeschietingen bijna geheel verwoest. Ook de Willibrordusdom raakte bij het oorlogsgeweld zwaar beschadigd. In 1947 werd de Willibrordi-Dombauverein opgericht, met de doelstelling de kerk te herbouwen volgens de laatmiddeleeuwse uitvoering. Enige uitzondering daarop vormde eveneens de herbouw van de kooromgang, die destijds wel in de bouwplannen werd opgenomen, maar waarvan de uitvoering pas in de 19e eeuw plaatsvond. In 1952 werd in het koor een noodkerk ingericht, waarna de kerk stapsgewijs werd herbouwd. In de jaren 60 werden het kerkschip, de zijschepen en de toren hersteld. Precies nadat 500 jaar eerder de toren werd gebouwd, werd in 1978 een nieuwe spits op de toren geplaatst. Een dakruiter met een klokkenspel werd in 1994 boven het koor geplaatst.

## Bezienswaardigheden
De dom geldt als belangrijk voorbeeld van de gotiek in Noord-Duitsland. Bezienswaardig zijn met name:
- de zogenaamde Heresbachkapel; een door een smeedijzeren hekwerk afgescheiden kapel waar de humanist, filoloog, jurist en raadgever van twee van de Hertogen van Jülich, Konrad Heresbach (1496-1576) samen met zijn echtgenote werd begraven
- de zwevende siergewelven van de Heresbachkapel en de Alyschlägerkapel worden beschouwd als een hoogtepunt van laatgotisch metselwerk
- het grote venster in de torenhal, naar ontwerp van Vincenz Pieper uit 1968
- het grote orgel uit het jaar 2000 met 56 registers, vervaardigd door de Deense orgelbouwer Marcussen & Søn, naar een ontwerp van de Bonner architect Ralph Schweitzer
- Het "Weseler altaar" is een kunstwerk uit 1996 van de uit Stuttgart afkomstige Ben Willikens
- een 19e-eeuws standbeeld van keizer Wilhelm I boven het portaal van het zuidelijk dwarsschip
- een beeld van een keurvorst boven het portaal van het noordelijk dwarsschip.

## Torenklokken
| Nr. | Naam | Gietjaar | Gieter, gietplaats       | Gewicht (kg) | Inschrift                                                                  | Toon  |
| --- | ---- | -------- | ------------------------ | ------------ | -------------------------------------------------------------------------- | ----- |
| 1   | -    | 1832     | Alexius Petit te Gescher | 4089         | Kommt denn es ist alles bereit (“Kom, alles staat nu klaar.” Lucas 14: 17) | a 0   |
| 2   | -    | 1832     | Alexius Petit te Gescher | 2550         | Kommt denn es ist alles bereit                                             | h 0   |
| 3   | -    | 1832     | Alexius Petit te Gescher | 2000         | Kommt denn es ist alles bereit                                             | cis-1 |
| 4   | -    | 1832     | Alexius Petit te Gescher | 800          | Kommt denn es ist alles bereit                                             | e 1   |